# Reacție Guerbet
Reacția Guerbet, denumită după Marcel Guerbet (1861–1938), este o reacție organică utilizată pentru a converti un alcool primar într-un alcool dimer β-alchilat, cu eliminare de apă. Procesul este important datorită obținerii unor produși valoroși din substanțe ieftine. Dezavantajul principal este faptul că reacția conduce la formarea unui amestec de produși:

## Scop
Scopul inițial, publicat în 1899, viza reacția de conversie a n-butanolului la 2-etilhexanol. Totuși, 2-etilhexanolul se obține mai ușor din butiraldehidă. 